# Quiomara
Quiomara (século II a.C.) foi uma nobre gálata, esposa de Ortíago, chefe tribal dos tectósagos, uma das três tribos gálatas que lutaram contra a República Romana e o Reino de Pérgamo durante a Guerra Gálata em 189 a.C.. Ela é conhecida por ter sido capturada pelos romanos, o que resultou no seu subsequente estupro por um centurião, que ofereceu devolvê-la após o pagamento de um resgate. Quando o povo da nobre veio trazer o dinheiro, ela sinalizou para que o matassem. Isso foi feito, e ela presenteou o marido com a cabeça do criminoso. 

## Biografia

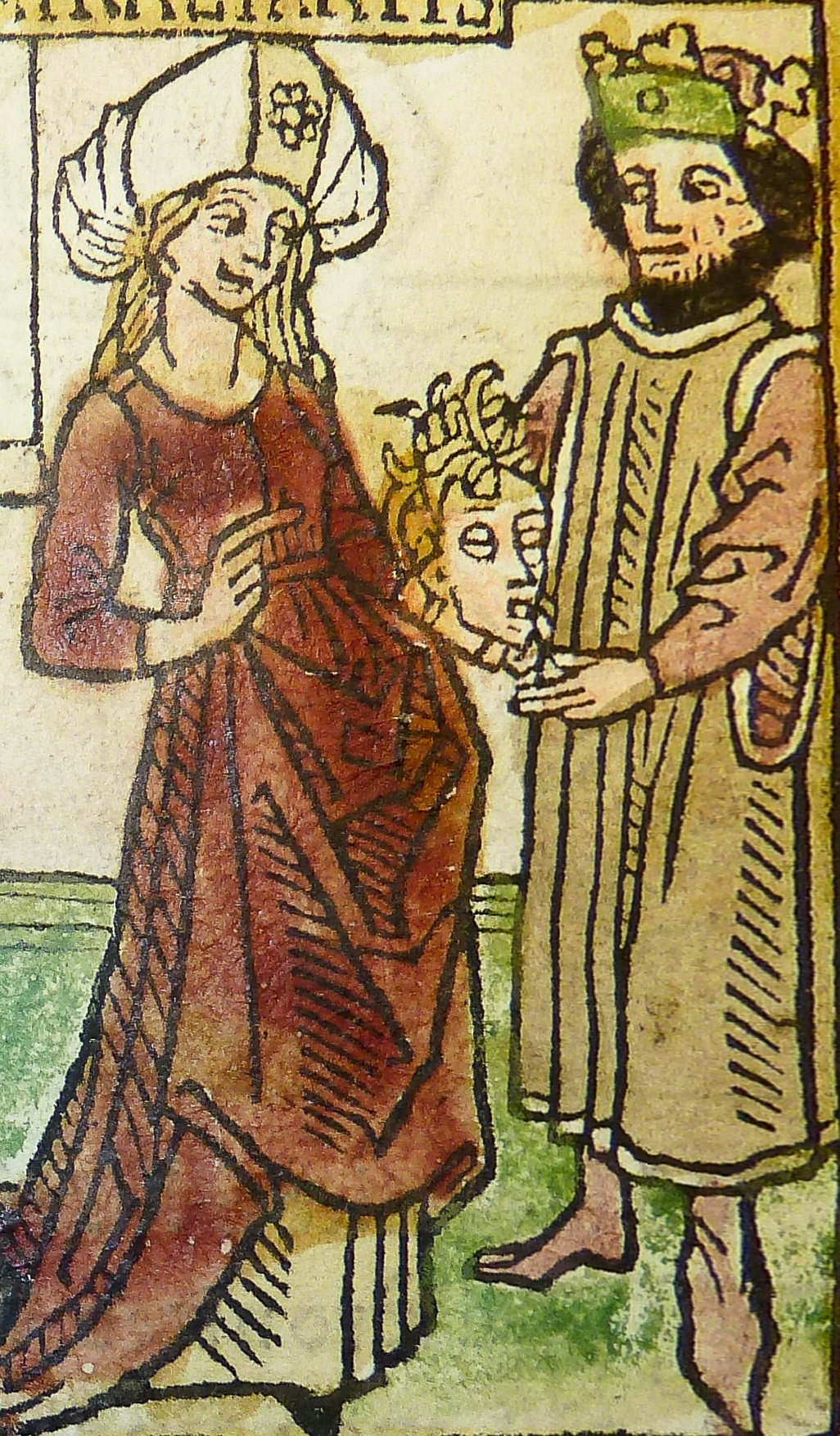
Ilustração de Quiomara com a cabeça do centurião numa xilogravura feita por Johannes Zainer, c. 1474.

Após a vitória sobre os gálatas, greco-gauleses que se estabeleceram na Anatólia, conquistada por Cneu Mânlio Vulsão, em 189 a.C., Quiomara, que não lutou na guerra, e outras mulheres e escravas da Galácia foram capturadas pelo exército do cônsul, e deixadas sob a guarda de um centurião, cujo nome não foi registrado pela história. Descrita como uma "mulher de beleza excepcional", Quiomara recebeu avanços sexuais por parte do centurião, os quais rejeitou. Como ele a via apenas como um espólio de guerra, o centurião, indignado, estuprou-a. 

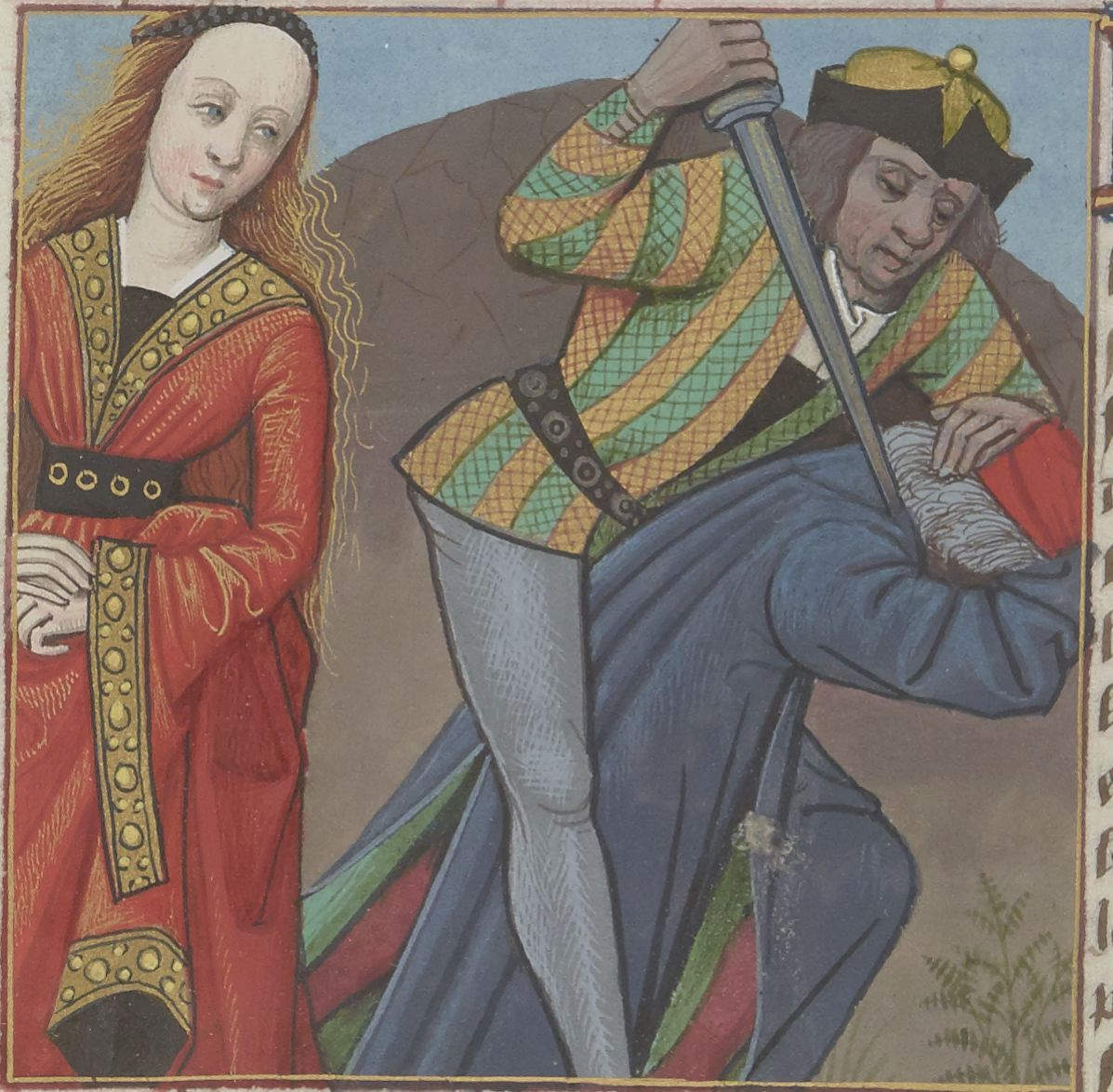
Imagem de um manuscrito iluminado produzido pelo francês Robinet Testard, entre 1488 e 1496.

Após isso, ele ofereceu devolvê-la ao seu povo mediante o pagamento de um resgate. Quiomara, então, enviou um escravo com o pedido de uma grande quantia para o resgate. Com a concordância do mesmo, o soldado, à noite, levou a nobre a um certo rio no qual, do outro lado, se encontravam os representantes do povo gálata. Os gálatas cruzaram o rio e entregaram o dinheiro ao homem, mas após fazerem isso, enquanto o centurião contava o ouro, ou se despedia dela abraçando-a, e, assim, estava de costas para os outros, Quiomara fez um sinal – com um aceno de cabeça, segundo Plutarco, ou falando com os gálatas na própria língua, segundo Tito Lívio e Valério Máximo – para que os seus conterrâneos atacassem o criminoso. Um dos homens obedeceu-a, e decapitou o centurião.
Quiomara, então, pegou a cabeça, envolveu-a no seu manto, e foi embora para casa. Ao retornar para o marido, ela jogou a cabeça do centurião aos pés de Ortíago. Ele ficou espantado e disse: "minha esposa, é importante lidar com isso de maneira honrosa." Ela concordou, entretanto adicionou: "mas é mais importante que apenas um homem que dormiu comigo permaneça vivo."
O historiador grego Políbio disse ter conhecido Quiomara na cidade de Sárdis, na Lídia, e ficou impressionado com a sua inteligência e bom senso após conversar com ela.

## Na literatura
- Quiomara está presente no livro Mulierium virtutes (Virtudes da mulheres) de Plutarco;
- Quiomara aparece na obra Nove Livros de Feitos e Dizeres Memoráveis de Valério Máximo, uma coleção de cerca de mil contos escritos durante o reinado do imperador Tibério;
- Quiomara é celebrada no livro De mulieribus claris (Mulheres famosas) de Giovanni Boccaccio, a primeira coleção de biografias exclusivamente sobre mulheres na literatura ocidental.